# Saribek Czilingarian
Saribek Soghomonowicz Czilingarian, ros. Сарибек Согомонович Чилингарян, orm. Սարիբեկ Սողոմոնի Չիլինգարյան (ur. 19 stycznia 1925 we wsi Staryj Baszkend (obecnie wieś Arcweszen), zm. 19 lutego 1996 w Erywaniu) – radziecki żołnierz, czerwonoarmista, Bohater Związku Radzieckiego (1945).

## Życiorys
Urodził się w ormiańskiej rodzinie chłopskiej. Po ukończeniu 8 klas pracował w kołchozie, od stycznia 1943 służył w Armii Czerwonej. Służył w pułku rezerwy w Zakaukaskim Okręgu Wojskowym, od września 1943 uczestniczył w wojnie z Niemcami. Walczył kolejno na Froncie Północno-Zachodnim, 2 Nadbałtyckim, Wołchowskim, ponownie 2 Nadbałtyckim, 3 Nadbałtyckim i 1 Białoruskim. Był trzykrotnie ranny. Brał udział m.in. w operacji starorusskiej (1943), wyzwalaniu Starej Russy i miasta Dno, operacji pskowsko-ostrowskiej, tartuskiej i ryskiej, w tym w zajmowaniu miast Antsla, Valmiera, Ryga i Jurmała (1944), operacji wiślańsko-odrzańskiej, w tym wyzwalaniu Bydgoszczy i Piły, walkach na Pomorzu, w tym w szturmie Kołobrzegu i w operacji berlińskiej, w tym w walkach na ulicach Berlina (1945). Jako strzelec 66 gwardyjskiego pułku piechoty 23 Gwardyjskiej Dywizji Piechoty 3 Armii Uderzeniowej 1 Frontu Białoruskiego wyróżnił się w walkach o Berlin. 17 kwietnia 1945 podczas odpierania niemieckich kontrataków ze zdobycznej broni uszkodził dwa czołgi wroga. 23 kwietnia 1945 z grupą żołnierzy zdobył budynek stacji Berlin-Schönholz w okręgu Pankow i zatknął na nim czerwony sztandar. W 1945 został zdemobilizowany, wrócił do rodzinnej wsi, pracował jako zastępca przewodniczącego kołchozu, a od 1951 przewodniczący rady wiejskiej. Od 1952 należał do KPZR. Od 1956 mieszkał w Erywaniu, gdzie pracował jako zastępca dyrektora zjednoczenia kawiarni i restauracji nr 1 Erywania.

## Odznaczenia
- Złota Gwiazda Bohatera Związku Radzieckiego (31 maja 1945)
- Order Lenina (31 maja 1945)
- Order Wojny Ojczyźnianej I klasy (11 marca 1985)
- Order Czerwonej Gwiazdy (7 lutego 1945)
- Order Sławy III klasy (24 kwietnia 1945)
- Medal „Za Odwagę” (8 sierpnia 1944)